# Anestesia intradural
En la anestesia raquídea o anestesia intradural la administración de fármacos anestésicos o derivados mórficos en vía intratecal, es decir, se lleva a cabo en el espacio subaracnoideo. Es más rápida en sus efectos que la anestesia epidural o peridural, en la que se introduce el anestésico en las proximidades de la médula en el espacio epidural.

## Técnica
El espacio intradural está rodeando la médula espinal y se encuentra protegido por las meninges. La técnica de punción se realiza con el paciente sentado o en decúbito lateral y se busca el espacio entre dos vértebras. La zona de abordaje más habitual es la lumbar, dado que la médula espinal no sobrepasa el nivel de L1 y hay, por tanto, menor riesgo de lesión nerviosa, aunque también puede hacerse en la zona cervical, torácica o sacra. Esta última es más empleada en niños pequeños. Se realiza mediante una aguja fina y larga que se introduce entre las dos apófisis posteriores de las vértebras elegidas hasta atravesar la duramadre, lo que se confirmará por la salida de líquido cefalorraquídeo. En este espacio se introduce el fármaco.